# Windex
Windex es un limpiador de vidrio y superficies duras fabricados desde 1933. SC Johnson adquirió Windex en 1993 y lo ha estado fabricando desde entonces. El producto fue reformulado en 2006.

## Descripción
El Windex original fue coloreado con un azul claro, transparente. En la actualidad hay variedades que se comercializan en varios colores (azul fresco océano, limón sol y naranja cítrico) y fragancias (ramo de primavera, niebla del océano, lavanda y árbol de té), con un número de aditivos tales como vinagre, limón, lima o jugo de naranja.
Cuando Windex fue inventado en 1933 por Harry R. Drackett, era casi 100% disolvente. Era altamente inflamable y tuvo que ser vendido en latas de metal. Cuando los modernos tensoactivos se introdujeron después de la Segunda Guerra Mundial, el producto fue reformulado.
Windex era una solución con 87% de amoniaco, en el año 1989.
La patente Sam Wise # 3463735 lista fórmulas de ejemplo, una de los cuales es 4,0% alcohol de isopropilo (un disolvente altamente volátil) 1% de éter monobutílico de etilenglicol (un disolvente menos volátil), 0,1% de lauril sulfato de sodio (un agente tensioactivo), 0,01% de pirofosfato tetrasódico (un ablandador de agua), 0,05% de 28% de amoniaco, 1% de una solución de colorante, y 0,01% de perfume. Esta fórmula fue no sólo menos cara de fabricar, sino que permitió que el producto se envasara en botellas de vidrio y se dispensara con un rociador plástico.
La popularidad de Windex en los EE. UU. llevó al uso genérico de la marca para productos similares, incluyendo los comercializados bajo diferentes marcas de como limpiacristales.